# Wojciech Stattler
Wojciech Korneli Stattler (hoặc Albert Kornel Stattler, sinh ngày 20 tháng 4 năm 1800 – mất ngày 6 tháng 11 năm 1875) là một họa sĩ người Ba Lan của thời kỳ Lãng mạn, xuất thân trong một gia đình quý tộc Thụy Sĩ. Từ năm 1831, Stattler là giáo sư của Trường Mỹ thuật ở Kraków. Học trò nổi tiếng nhất của Stattler là danh họa sĩ hàng đầu của Ba Lan Jan Matejko.

## Tiểu sử
Stattler sinh ra ở Kraków. Ông là con trai của Ủy viên Hội đồng thành phố Kraków lúc bấy giờ, Joachim Stattler. Năm 1816, ông theo học khoa Toán và khoa học tự nhiên tại Đại học Jagiellonia, nhưng sau một năm, ông chuyển sang học hội họa tại Trường Mỹ thuật ở Kraków dưới sự chỉ dẫn của các họa sĩ Antoni Brodowski, Józef Peszka và Franciszek Lampi. Trong những năm 1818 - 1827, ông đi du học ở Ý.

## Sáng tác

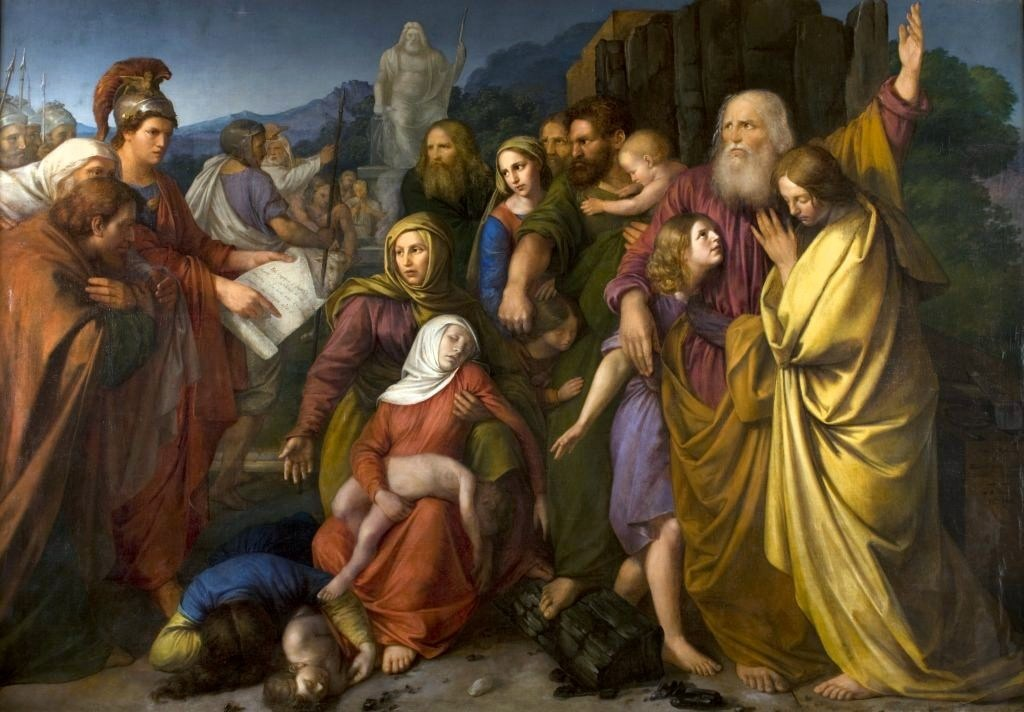
Maccabees, 1830–1842, tranh sơn dầu trên vải, 262 x 371 cm

Sau khi Stattler trở về Ba Lan, ông được bổ nhiệm làm giáo sư của Trường Mỹ thuật ở Kraków vào năm 1831. Năm 1830, ông đến Puławy, nơi ông thực hiện các bản phác thảo cho bức chân dung của Hoàng tử Adam Czartoryski. Khi Stattler trở lại Kraków, ông bắt đầu giới thiệu các nghiên cứu về người mẫu trực tiếp và người mẫu nghệ thuật khỏa thân.
Trong giai đoạn năm 1843 - 1844, Stattler đến Pháp cùng với bức tranh Maccabees (Machabeusze). Bức tranh đoạt huy chương Vàng Louis Philippe tại cuộc triển lãm Salon Paris.

## Tác phẩm tiêu biểu
- Hortensja Sobańska, 1836
- Nude study, 1830
- Karol Soczyński, 1824
- Henryk Dembiński, 1850